# Molippa basina
Molippa basina är en fjärilsart som beskrevs av J. Peter Maassen och Gustav Weymer 1886. Molippa basina ingår i släktet Molippa och familjen påfågelsspinnare. Inga underarter finns listade i Catalogue of Life.